# CeCe Beck
CeCe Beck, o più semplicemente Beck, alias Thunder, è un personaggio dei fumetti DC Comics creato da Jerry Ordway e Mike Manley. È una supereroina associata alla Famiglia Marvel, ed è la portatrice del potere di Shazam nel lontano futuro. Comparve per la prima volta in The Power of Shazam! Annual n. 1 (1996). Il suo nome è un omaggio al co-creatore di Capitan Marvel C.C. Beck.

## Biografia del personaggio
Il potere di Shazam fu donato a Thunder non dal Mago Shazam, bensì dal suo successore, Capitan Marvel. All'epoca della vita di Beck (6000 anni nel futuro), Capitan Marvel divenne un vecchio con la barba. Come con il suo predecessore, Capitan Marvel Jr., quando Beck invoca il nome di "Capitan Marvel", viene colpita dal fulmine magico che le dona i poteri della Famiglia Marvel.
Dopo una missione nel XX secolo, Thunder fu inviata nel XXX secolo, quando un terrorista pro-scienza attaccò e distrusse la Roccia dell'Eternità, fonte maggiore della magia. Dopo aver sconfitto molti terroristi con l'aiuto della Legione dei Supereroi, le fu offerta la possibilità di entrare nel gruppo, cosa che accettò mentre continuava a raccogliere ogni singolo granello della Roccia.
Poco dopo che la Roccia dell'Eternità fu restaurata, la Legione fu oggetto di intensa pressione e sentimenti negativi da parte di tutta la Galassia. CeCe prese quest'opportunità per ritornare al suo tempo, e non fu più vista da allora.
CeCe riapparve in Final Crisis: Legion of 3 Worlds n. 5 in mezzo a dozzine di Legionari spinti lì da epoche e mondi alternativi per combattere il Time Trapper.

## Costume
Il costume di Thunder non è simile a quello di Mary Marvel, che indossava una maglietta rossa con il fulmine giallo e la gonna. Il costume di Thunder rispecchia il costume di Capitan Marvel eccetto tre particolari:
- A differenza di Capitan Marvel, Thunder non indossa un paio di stivali gialli, ma un paio di scarpette gialle;
- Nella sua forma da supereroe, Marvel portava dei bracciali che dal polso arrivavano fino all'inizio del gomito. Thunder, invece dall'inizio dei gomiti fino alle mani, non indossa nulla.
- La cintura di Marvel era una fascia gialla (nelle illustrazioni di Alex Ross è dorata) portata sulla vita; Thunder invece indossa la cintura in dotazione a tutti i membri della Legione dei Supereroi, che reca il loro logo.

Oltre a tutto ciò, CeCe indossa un cerchietto in onore di Mary Marvel.